# Osamu Umeyama
Osamu Umeyama (梅山 修, Umeyama Osamu) est un footballeur japonais né le 16 août 1973.